# Jérôme d'Ambrosio
Pour les articles homonymes, voir D'Ambrosio.
Jérôme d'Ambrosio, né le 27 décembre 1985 à Etterbeek, est un pilote automobile belge. Vice Champion GP2 Asia Series en 2009. Il participe à vingt Grands Prix de Formule 1 en 2011 et 2012. Titulaire chez Virgin Racing pour la saison 2011 de Formule 1, il est pilote de réserve chez Lotus F1 Team en 2012 puis devient pilote essayeur en 2013. 
Depuis 2014, il a rejoint le championnat de Formule E FIA avec l'écurie Dragon Racing ; il a remporté deux victoires et est monté plusieurs fois sur le podium. En 2018, il court au sein du Mahindra Racing avec Pascal Wehrlein comme équipier.

## Carrière

### 1997-2007: Début en sport automobile

#### 1997-2002: Karting
D'Ambrosio commence le karting à 12 ans et connaît rapidement divers succès (notamment le Junior Monaco Kart Cup en 2000). Il remporte trois fois le championnat de Belgique, il a remporté la catégorie Mini en 1999, le Junior en 2000 et la Formule A en 2002. Il a remporté le Junior Monaco Kart Cup en 2000 et la Coupe du Monde Formule A en 2002.

#### 2003: Champion Formule Renault 1600
Il fait ses débuts dans le sport automobile en 2003, année où il remporte le championnat belge de Formule Renault 1600. Il passe à la Formule Renault 2.0 les deux années suivantes dans les championnats français puis italien avec quelques manches d'Eurocup, terminant quatrième des deux championnats nationaux.
En 2005, il fait la transition vers la Formule Renault 3.5 mais quitte le championnat après quatre meetings décevants où il ne marque aucun point, pour continuer sa saison en Euroseries 3000, où il finit cinquième du championnat après avoir pris la saison en cours.

#### 2007: Champion  International Formula Master
Il relance sa carrière l'année suivante en remportant avec aisance le tout premier championnat d'International Formula Master. Cela lui permet, grâce au soutien de la structure de management Gravity Sport de faire la transition vers le GP2 Series, au sein de l'équipe DAMS. 

### 2008-2010: GP2 Series/ Asia Series

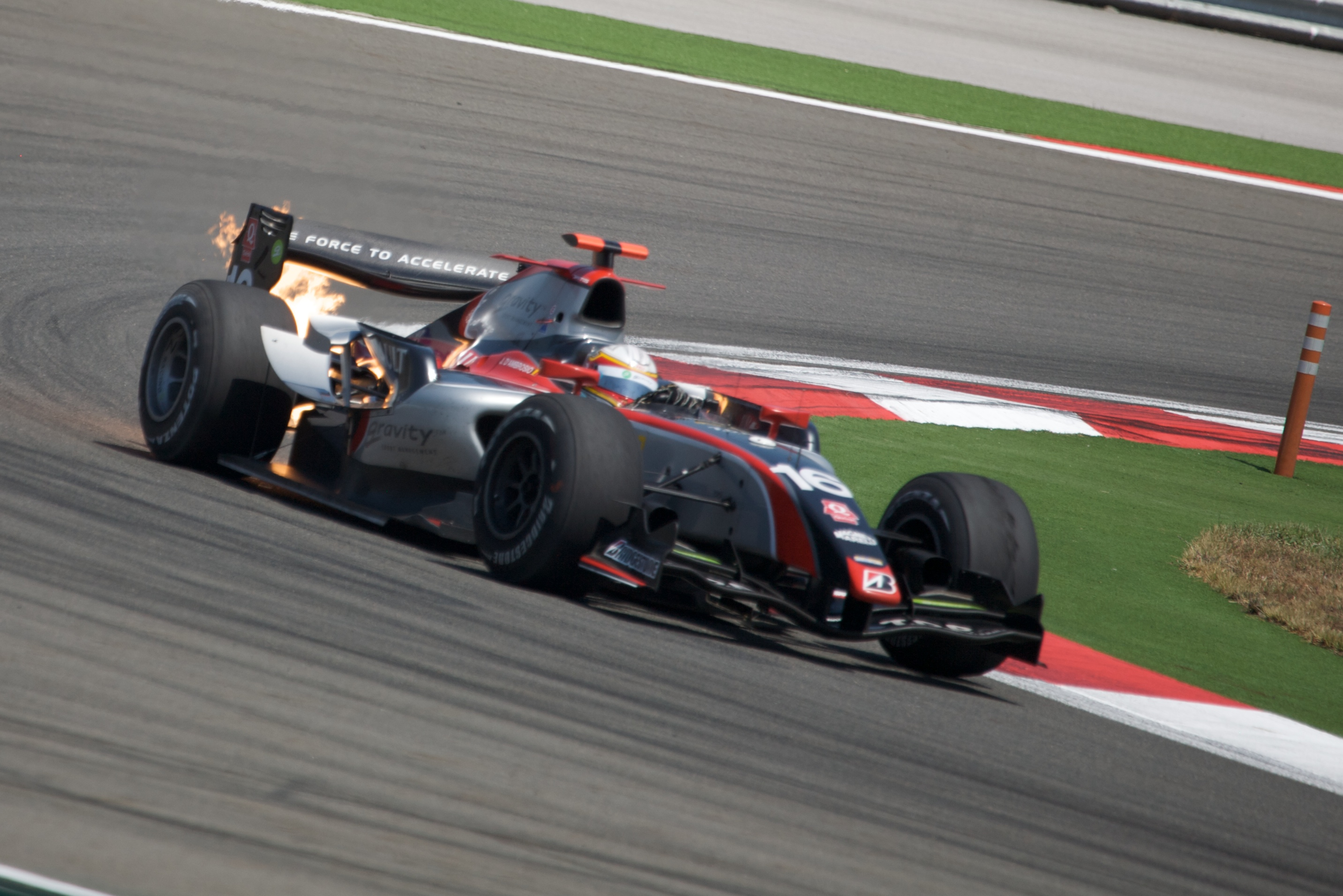
Jérôme d'Ambrosio en GP2 Series en Turquie en 2009.

Il y passe trois saisons pendant lesquelles il obtient plusieurs podiums et une victoire en course sprint à Monaco en 2010. Cette année-là, il occupe aussi le poste de pilote de réserve de l'équipe de Formule 1 Renault F1 Team et participe aux séances d'essai du vendredi lors des quatre derniers Grands Prix de cette même saison comme pilote dans l'équipe Virgin Racing tout en restant pilote de réserve chez Renault. 
Le 16 septembre, il a été annoncé que d'Ambrosio remplacerait Lucas di Grassi chez Virgin à quatre reprises lors des essais de vendredi: lors des Grands Prix de Singapour, du Japon, de la Corée et du Brésil. Il a annoncé la nouvelle à la chaîne de télévision belge RTBF. À sa première séance d'essais vendredi à Singapour, il a terminé 21e, à deux dixièmes de moins que son coéquipier Timo Glock .

### 2011: Formule 1 chez Virgin Racing

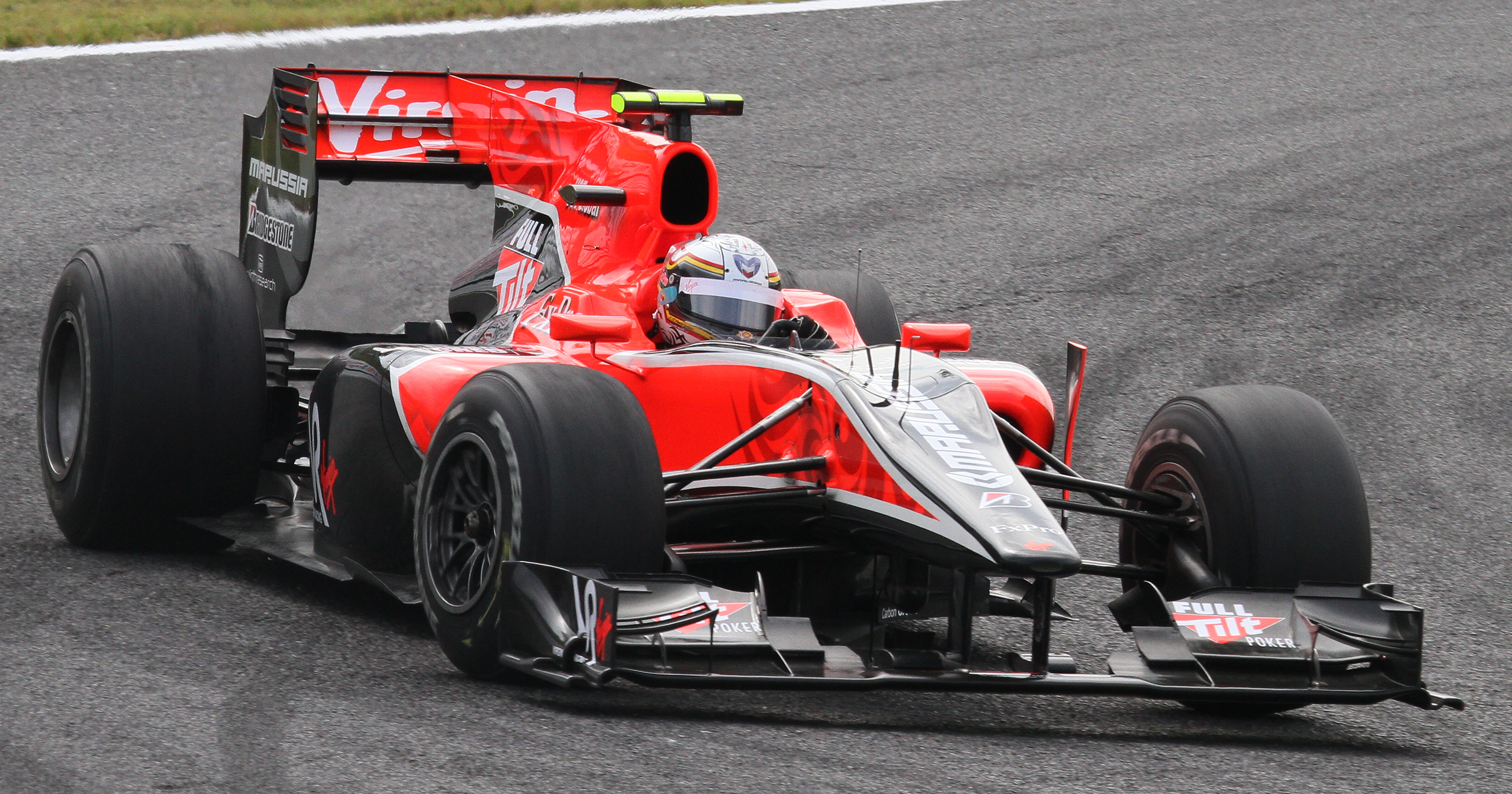
Jérôme d'Ambrosio, pilote d'essais chez Virgin en essais libres au GP du Japon 2010.

Le 21 décembre 2010, lors d'une conférence de presse, Virgin Racing annonce que Jérôme sera pilote titulaire dès le début de la saison 2011 de Formule 1 au côté de Timo Glock. Il devient le premier pilote belge à prendre part à un Grand Prix depuis Philippe Adams en 1994. Régulier en course mais moins performant que son coéquipier en qualification, il perd son baquet pour la saison 2012 au profit du français Charles Pic.
En 2012, il devient pilote d'essais pour Lotus F1 Team et dispute le Grand Prix d'Italie en remplacement du titulaire Romain Grosjean, suspendu. Qualifié à la seizième place, il se classe treizième de la course et conserve son poste d'essayeur en 2013, aux côtés de Davide Valsecchi et de Nicolas Prost.

### 2014: Blancpain Endurance Series
Jérome d'Ambrosio est passé de monoplace à une GT, rejoignant Bentley pour piloter une Continental GT3 dans la Blancpain Endurance Series aux côtés de Duncan Tappy et Antoine Leclerc.

### Depuis 2014:  Engagement en Formule E

#### 2014-2018: Chez Dragon Racing

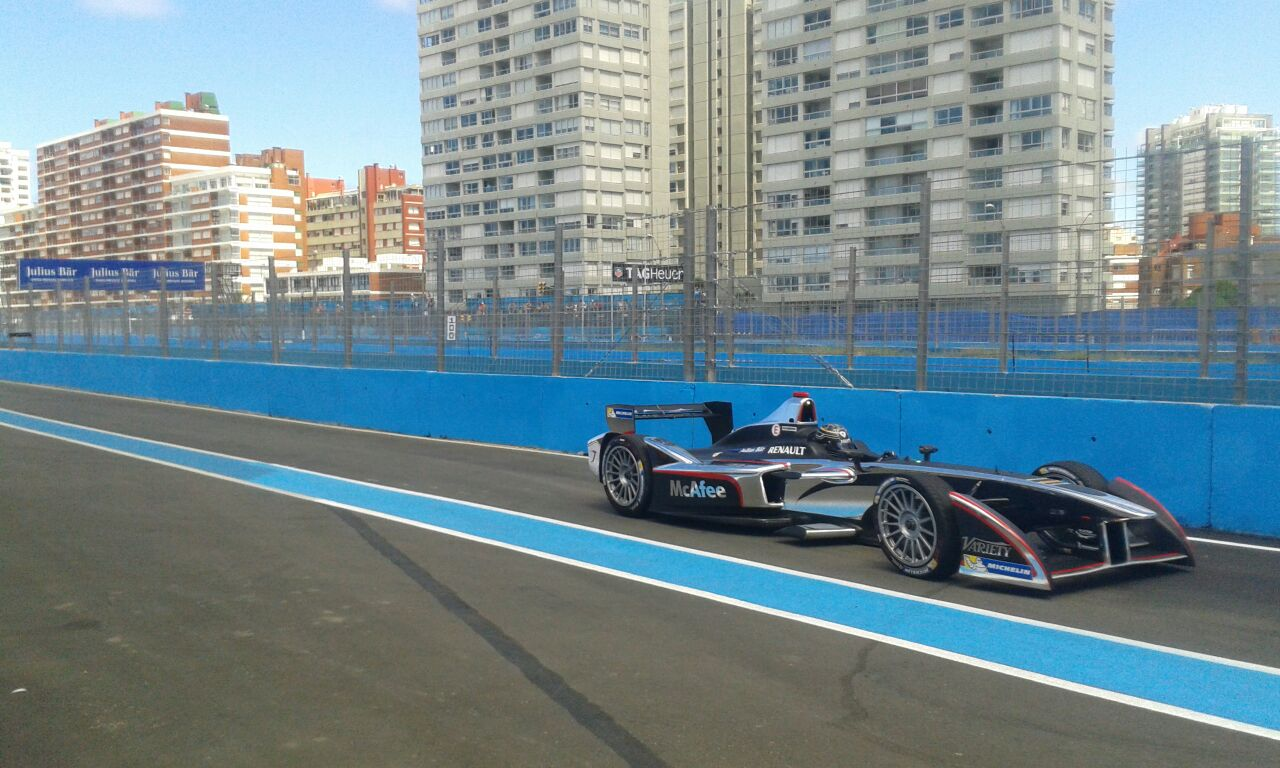
Jérôme d'Ambrosio à Punta del Este en Formule E en 2014-2015.

Le 22 juillet 2014, Jérôme d'Ambrosio s'engage en championnat de Formule E FIA de monoplaces électriques au sein de l'écurie Dragon Racing pour la saison 2014-2015. Il termine quatrième du championnat des Pilotes, avec une victoire au Prix de Berlin.

#### 2018-: Chez Mahindra Racing
À la suite de sa saison 2017-2018 compliquée avec Dragon, il rejoint l'écurie Indienne Mahindra avec son nouveau coéquipier Pascal Wehrlein. Après des essais convaincants, il signe un podium dès la première course de la saison. Un mois plus tard, il part en dixième position à Marrakech et remonte au point de remporter la victoire à la suite de l'incident entre les BMW.

## Carrière en monoplace
- 2003 : Formule Renault 1600 Belgique : champion
  - Formule König (en) : 4e
- 2004 : Championnat de France de Formule Renault : 4e
  - Eurocup Formule Renault : 16e
- 2005 : Championnat d'Italie de Formule Renault Winter Series : 3e
  - Championnat d'Italie de Formule Renault : 4e
  - Eurocup Formule Renault : 15e
  - Formule 3000 Italienne : 6e
- 2006 : World Series by Renault : non classé
  - Euro Formule 3000 : 5e
  - Formule 3000 italienne : 5e
- 2007 : International Formula Master : champion
- 2008 : GP2 Asia Series : 10e
  - GP2 Series : 11e
- 2009 : GP2 Asia Series : 2e
  - GP2 Series : 9e
- 2010 : GP2 Series : 10e
  - Pilote de réserve de l'équipe de Formule 1 Renault F1 Team
  - Pilote d'essai de l'équipe Virgin Racing pour les 4 dernières courses de la saison (tout en restant pilote réserve de Renault)
- 2011 : Formule 1, Pilote titulaire de Marussia Virgin Racing, 24e, 19 Grands Prix
- 2012 : Formule 1, Pilote de réserve de Lotus F1 Team (remplace Romain Grosjean lors du Grand Prix d'Italie), 23e (1 Grand Prix)
- 2013 : Formule 1, Pilote essayeur de Lotus F1 Team.
- 2014-2015 : Formule E :4e avec une victoire, chez Dragon Racing.
- 2015-2016 : Formule E : 5e avec une victoire, deux pole positions et un meilleur tour en course, chez Dragon Racing.

## Résultats en GP2 Asia Series
| Saison    | Écurie | Courses disputées | Pole positions | Victoires | Points inscrits | Classement |
| --------- | ------ | ----------------- | -------------- | --------- | --------------- | ---------- |
| 2008      | DAMS   | 10                | 0              | 0         | 12              | 10e        |
| 2008-2009 | DAMS   | 11                | 0              | 0         | 36              | 2e         |

## Résultats en GP2 Series
| Saison | Écurie | Courses disputées | Pole positions | Victoires | Points inscrits | Classement |
| ------ | ------ | ----------------- | -------------- | --------- | --------------- | ---------- |
| 2008   | DAMS   | 20                | 1              | 0         | 21              | 11e        |
| 2009   | DAMS   | 20                | 0              | 0         | 29              | 9e         |
| 2010   | DAMS   | 16                | 2              | 1         | 21              | 10e        |

## Résultats en championnat du monde de Formule 1
| Saison | Écurie                 | Châssis | Moteur      | Pneus   | GP disputés | Abandons | Points inscrits | Classement |
| ------ | ---------------------- | ------- | ----------- | ------- | ----------- | -------- | --------------- | ---------- |
| 2011   | Marussia Virgin Racing | MVR-02  | Cosworth V8 | Pirelli | 19          | 3        | 0               | 24e        |
| 2012   | Lotus F1 Team          | E20     | Renault V8  | Pirelli | 1           | 0        | 0               | 23e        |

## Résultats en championnat du monde de Formule E
| Saison    | Écurie          | Châssis               | Pneus    | GP disputés | Podiums | Victoires | Abandons | Points inscrits | Classement |
| --------- | --------------- | --------------------- | -------- | ----------- | ------- | --------- | -------- | --------------- | ---------- |
| 2014-2015 | Dragon Racing   | Spark-Renault SRT 01E | Michelin | 11          | 3       | 1         | 0        | 113             | 4e         |
| 2015-2016 | Dragon Racing   | Venturi VM200-FE-01   | Michelin | 10          | 3       | 1         | 0        | 83              | 5e         |
| 2016-2017 | Dragon Racing   | Penske 720-EV         | Michelin | 1           | 0       | 0         | 3        | 13              | 18e        |
| 2017-2018 | Dragon Racing   | Penske EV-2           | Michelin | 12          | 1       | 0         | 1        | 27              | 14e        |
| 2018-2019 | Mahindra Racing | Mahindra M5Electro    | Michelin | 13          | 2       | 1         | 1        | 67              | 11e        |
| 2019-2020 | Mahindra Racing | Mahindra M6-Electro   | Michelin | 10          | 0       | 0         | 0        | 19              | 16e        |

## Autres résultats
- En 2011, il termine deuxième de la première édition du ERDF Master Kart de Paris-Bercy, épreuve de prestige opposant certains des meilleurs pilotes automobiles des diverses disciplines des calendriers FIA de la saison.

## Récompenses et distinctions
- Champion de Belgique des conducteurs, titre décerné par le Royal automobile Club de Belgique (RACB): 2007.

## Vie privée
Il se marie en juin 2013 avec Natalie Sifferman, mais divorce deux ans plus tard,,,.
Le 20 juillet 2020, il se marie civilement à Monaco avec Éléonore de Habsbourg-Lorraine et cette dernière donne naissance à un fils en octobre 2021.